# جنایت میدان کاج تهران
جنایت میدان کاج، رویدادی است که در آن جوانی به نام محمدرضا، توسط یعقوب‌علی جعفری در ۶ آبان ۱۳۸۹ در میدان کاج (محلهٔ سعادت‌آباد تهران) با ضربات چاقو زخمی شد جان سپرد. این جنایت به خاطر مسائل عشقی دربارهٔ زنی (معروف به کیمیا) بود و در آن، قاتل با ضربات چاقو در برابر دیدگان مردم، مقتول را به‌شدت زخمی کرد و چند دقیقه بعد، دو مأمور پلیس نیز از راه رسیدند؛ اما نه مأموران و نه مردم به کمک جوان زخمی نیامدند و او پس از ۵۵ دقیقه به بیمارستان مدرس — که در چندمتری محل وقوع حادثه قرار داشت — برده شد، اما در آنجا جان باخت.

## انتقاد از نیروی انتظامی
این حادثه به دلیل بی‌اعتنایی مأموران پلیس سروصدای بسیاری برپا کرد و بازتاب بسیاری داشت؛ و مجلس ایران و مقامات بلندپایهٔ قضایی و پلیسی ایران نیز در این زمینه به اظهار نظر پرداختند.
به دلیل بازتاب گسترده این موضوع، به دستور رئیس قوه قضاییه ایران، به این پرونده به صورت خارج از نوبت رسیدگی شد. حسین ساجدی‌نیا، فرمانده انتظامی تهران بزرگ، در این باره اظهار داشت که مأموران حاضر در صحنه اقدام به تیراندازی هوایی کردند؛ اما دستگیری قاتل حدود ۲۰ دقیقه به طول انجامید و این نشان از تعلل مأموران حاضر در صحنه است و با هر دو مأمور حاضر در صحنه برخورد انضباطی لازم صورت گرفت و هر دوی آنها به بازرسی فرماندهی انتظامی تهران بزرگ جهت سیر مراحل قانونی معرفی شدند.

## محاکمه و اعدام قاتل
دادگاه متهم در ۳۰ آبان ۱۳۸۹ برگزار شد و قاتل به اعدام در ملأعام محکوم شد. پدر مقتول (محمدرضا) خطاب به دادگاه گفت: «تقاضای من اشد مجازات متهمان است. با اینکه بچهٔ من دیگر زنده نمی‌شود اما شاید با قصاص قاتل و مجازات متهم دیگر جامعه آگاه شود. در این حادثه بیشتر از همه مردم حاضر در صحنه جرم و پلیس دل ما را شکستند.»
قاضی عزیزمحمدی دربارهٔ حکم صادره گفت: «یعقوب به اتهام قتل به قصاص، به اتهام رابطه نامشروع با کیمیا به تحمل ۱۰۰ ضربه شلاق و به اتهام قدرت‌نمایی با چاقو به ۲ سال حبس و ۷۴ ضربه شلاق محکوم شد. با نظر اکثریت قضات (۳ قاضی)، کیمیا از اتهام معاونت در قتل تبرئه شد، اما به دلیل ارتباط نامشروع با یعقوب، به تحمل ۱۰۰ ضربه شلاق محکوم شد.»
قاضی عزیزمحمدی در مورد رسیدگی به تخلف دو پلیس سهل‌انگار نیز اظهار بی‌اطلاعی کرد و اظهار کرد که در این مورد حق رسیدگی ندارد.
سرانجام در صبحگاه روز ۱۴ دی ۱۳۸۹ قاتل در ساعت ۶ صبح در محل وقوع جنایت به دار آویخته شد.